# Af Klinteberg
af Klinteberg är en svensk adlig och friherrlig adelsätt.
Släkten härstammar från Skåne. Äldste kände stamfader är hejderidaren (kronojägaren) i Lavröd i Bosarps socken i Malmöhus län, Sven Pålsson (Paulsson)  (1688-1743).
Hans sonsöner, de två bröderna, överstelöjtnanten vid slotts- och konstruktionsstaten Fredric Ludvig Klinteberg (1760–1812), och häradshövdingen i Norrvidinge, Kinnevalds och Allbo häraders domsaga i Kronobergs län och lagmannen sedermera landshövdingen i Malmöhus län, presidenten Wilhelm Klinteberg (1759–1829), adlades den 6 mars 1807 i Malmö av Gustav IV Adolf med namnet af Klinteberg. De introducerades den 23 mars 1808 under nummer 2188 i nämnd ordning, varför huvudmannaskapet följer den yngre grenen.
En tredje broder, häradshövdingen i Upplands norra domsaga, lagmannen Svante Klinteberg (1761–1845), adlades jämlikt 37 § 1809 års regeringsform, innebärande att endast huvudmannen innehar adlig värdighet, den 26 juni 1809  på Stockholms slott av Karl XIII med namnet af Klinteberg och adoption på brödernas nummer, samt introducerades den 11 augusti 1810 under nummer 2188. Han slöt dock själv sin adliga ättegren den 12 mars 1845.
En kusin till dessa bröder Carl Peter Klintberg (1767-1826) adlades 1820 af Klintberg.
En gren av den äldre grenen överflyttade på 1920-talet till USA och fortlever där. Huruvida en annan gren som överflyttat till Kanada fortlever är okänt.

## Vapenbeskrivning
Skölden har en gyllene ram (bård) runt sig och är belagd från de två nedre hörnen upp till medelpunkten (Mantelskura) av silver. I en modern terminologi kan man beskriva skölden som delad i tre fält av ett störtat gaffelsnitt. Första fältet på dexter sidan är ett blått fält med ett brett kors av guld i likhet med den svenska örlogsflaggan. Andra fältet på sinister sidan en grönt fältet med en halvmåne med uppväntata spetsar. Sista fältet längst ner är en blå våg i ett fält av silver. detta syftar på juristyrket. Hjälmkransen (hjälmbindel) uppväxer en grönskande ek mellan två svajande örlogsflaggor, en svensk och en turkisk. Dessa flaggorna syftar på Fredrik Ludwik (1795-1801) på kunglig befallning var i turkisk tjänst för undervisa i sjöväsendet. Lövverket (hjälmtäcket) är i den övre hälften på dexter sidan ska vara på ytliga delar av silver och insidan i röd. Den nedre delen ska den ytliga sidan vara av guld och insidan i blå. Sinister sidan är likadant men i omvänd ordning.
Den friherrliga skölden vilar kronan på skölden och ur den uppreser ett rött griphuvud eller Skånes sköldemärke. Hjälmprydnaden på sinister sidan är en falk av naturlig färg som sitter på en trädstubbe. På sidan av stubben har en kvist utspruckit med sju gröna blad. Över falken är en femuddig gyllene stjärna ställd mellan två vingar. Sköldhållarna är båda med ställda med utåtvända huvuden, ett lejon med ett grönt eklövs kvist i den högre ramen och en trana som har flaxande vingar och håller en romersk fascis av guld, vilket är en symbol för upprätthållande av lag och ordning och vanlig från 1770-talet i vapnet hos landshövdingar. Träslaget ek och lejonet är förknippat med styrka och tranan symboliserar vaksamhet. fotställningen är en porfyr och undertill försedd med gyllene ornament.

## Blasonering

### Adlig
| ”                                                                                     | En ofwan ifrån klufwen Sköld belagd med en ifrån Sköldens twänne nedra hörn till dess Medelpunkt uppgående Mantelskura af Silfwer och omgifwen med Gyllene Ram. Det högra öfra Fältet, som är blått, afskäres genom ett bredt upstående Kors af Guld, i likhet med Swenska Örlogs Flaggan och i det wänstra, som är grönt, förekommer till lika högd med korsets twärbjelke, en half Måne af Silfwer, med uppåt wända Spetsar. I Mantelskuran wisar sig en jämt hängande wågskål af blå färg. Utur den på Skölden stående Öppna TornerHjelmen, hwars krans omwäxlar af blått och Guld, upwäxer en grönskande Ek, emellan twänne på Silfwer stänger Swajande Örlogs Flaggor, hwaraf den högra är den Swänska och den wänstra den röda Turkiska. Löfwärket är på högra sidan i dagen Silfwer och i grunden rödt till öfra hälften samt till nedra hälften i dagen Guld och i grunden blått. På den wänstra åter är Löfwärkets öfra hälft i dagen Guld och i grunden blå, samt den nedra i dagen Silfwer och i grunden röd; aldeles såsom detta Wapen här med sina rätta och egenteliga färgor afmålat finnes. | „ |
| – Sköldebrevet i original, RHA (1809-06-29). Transkription: Göran Mörner, 2012-07-23. | |   |